# شهرستان دافرین
شهرستان دافرین (به انگلیسی: Dufferin County) یک شهرستان و شهردرای upper-tier در کانادا است که در انتاریو واقع شده‌است.

## خصوصیات
شهرستان دافرین ۵۶٬۸۸۱ نفر جمعیت دارد.

## نگارخانه

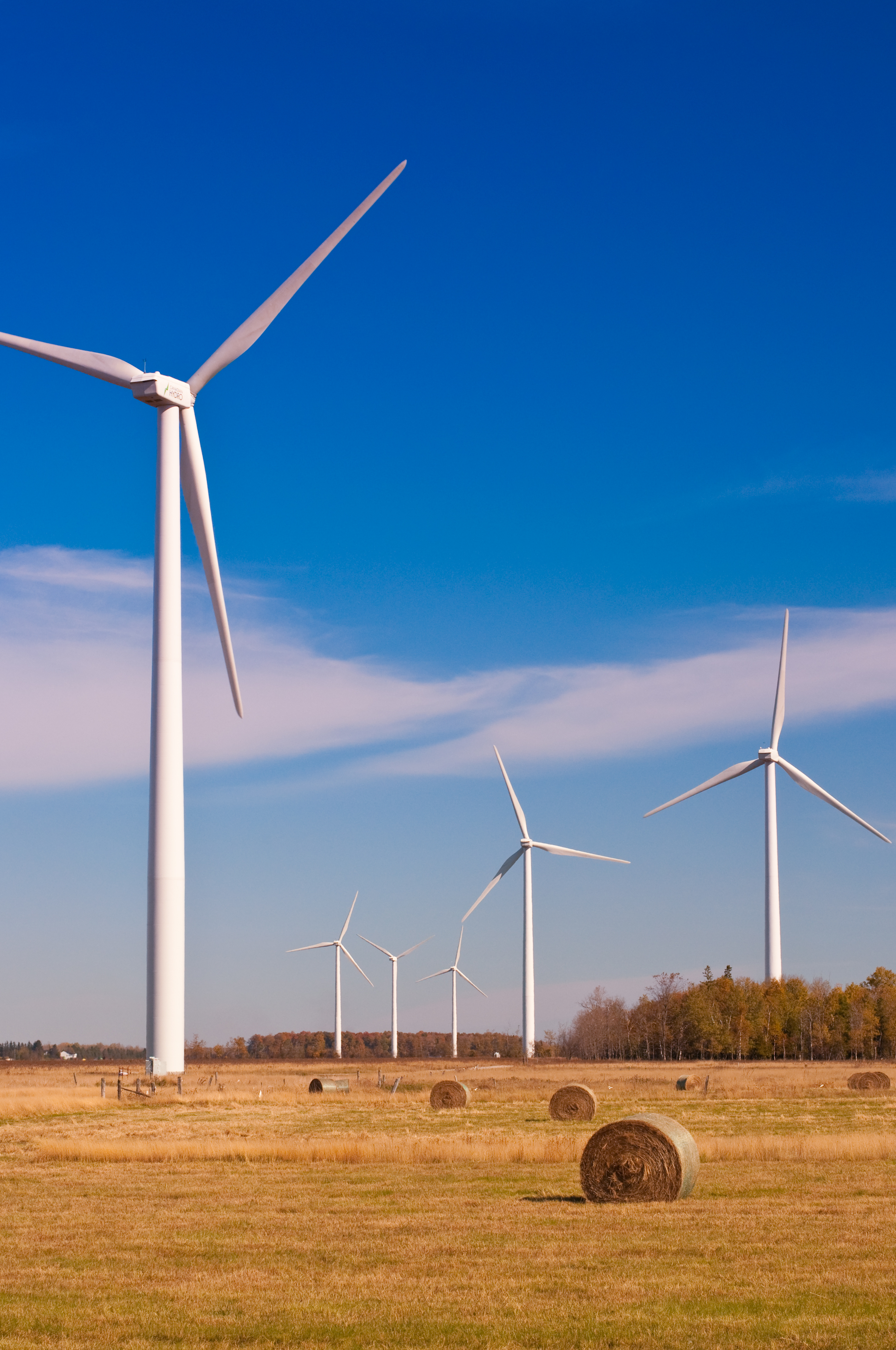
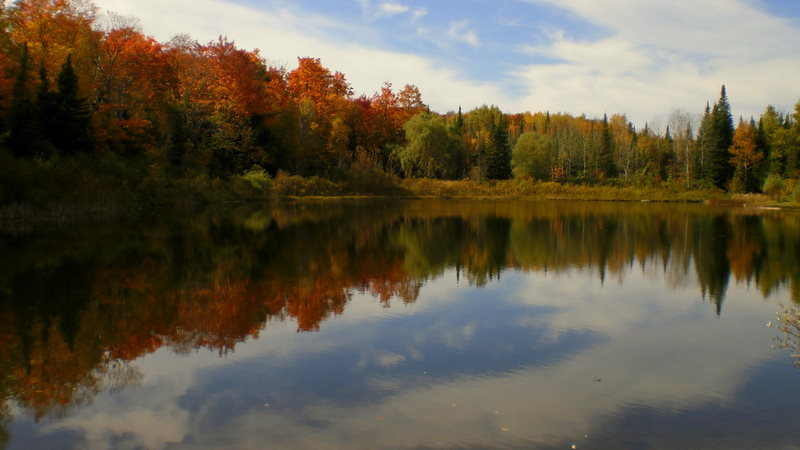
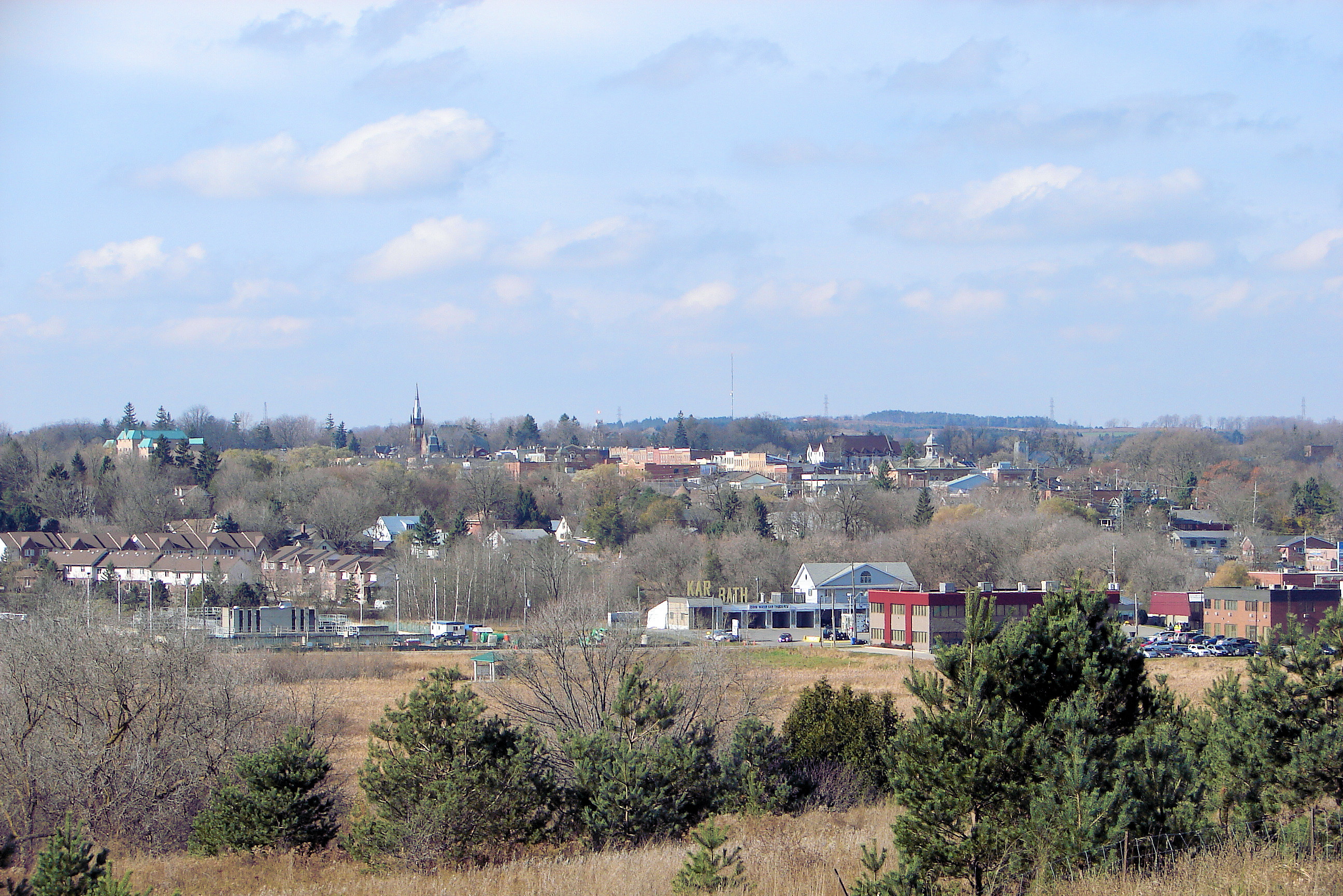
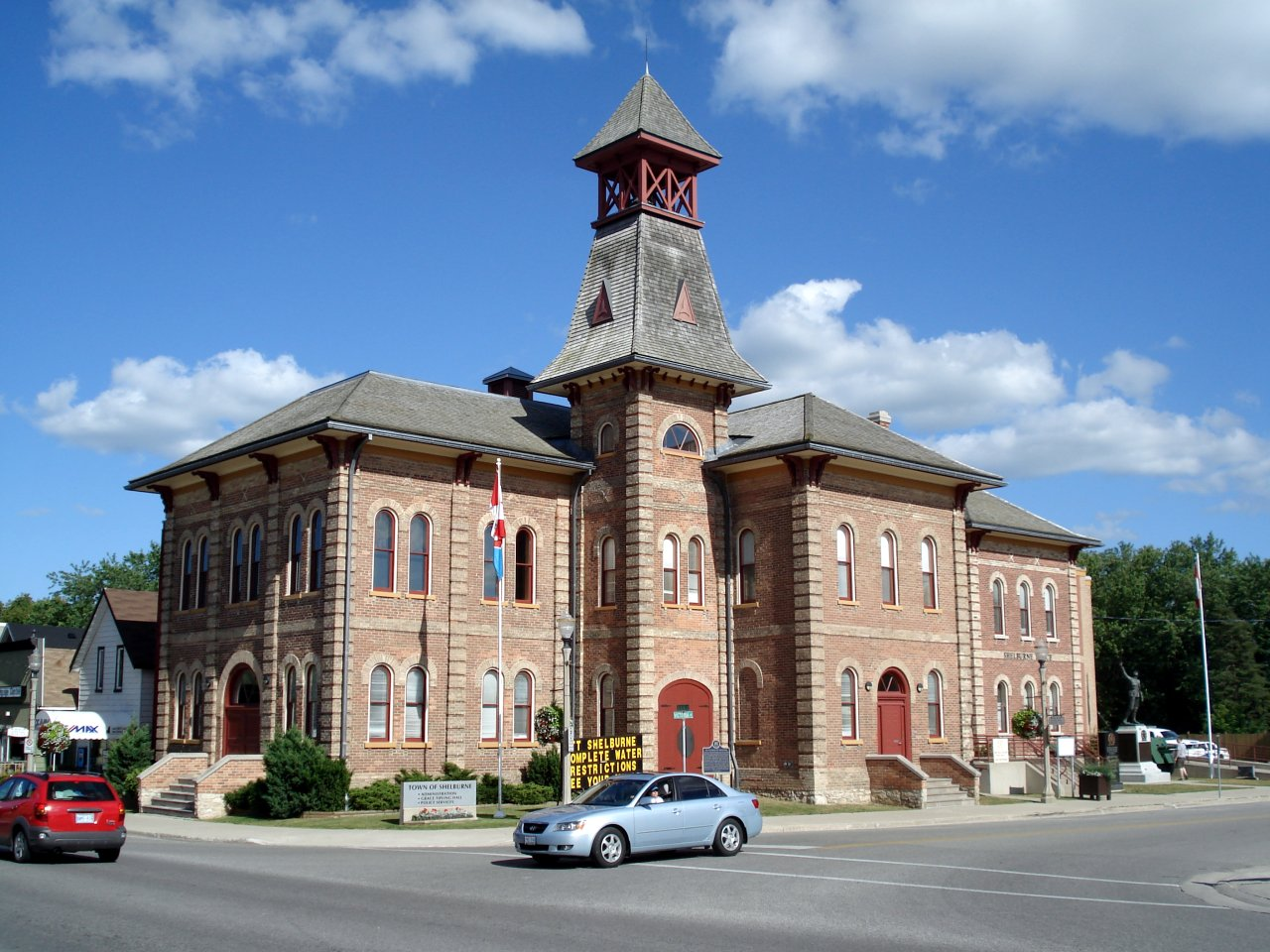
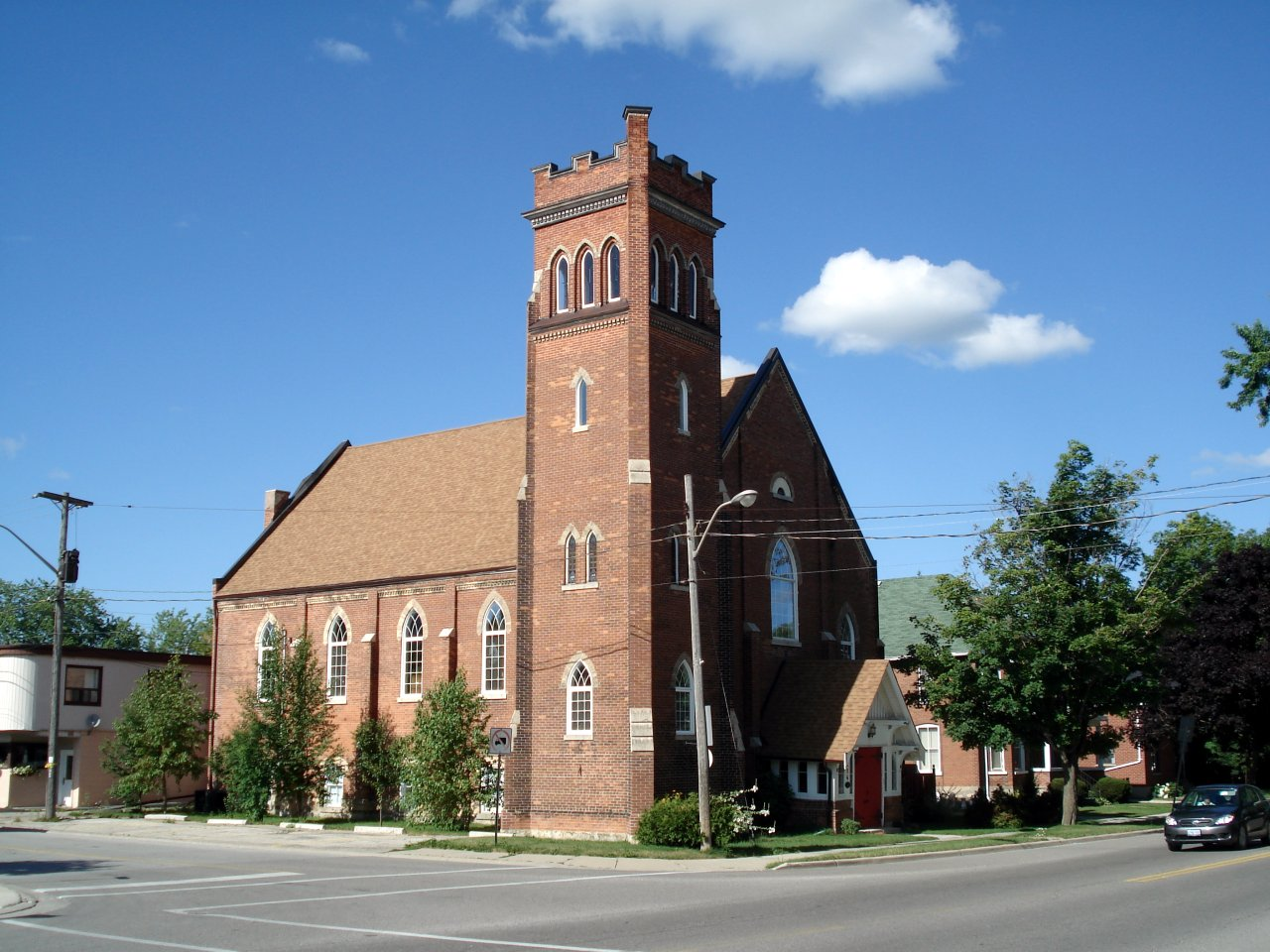
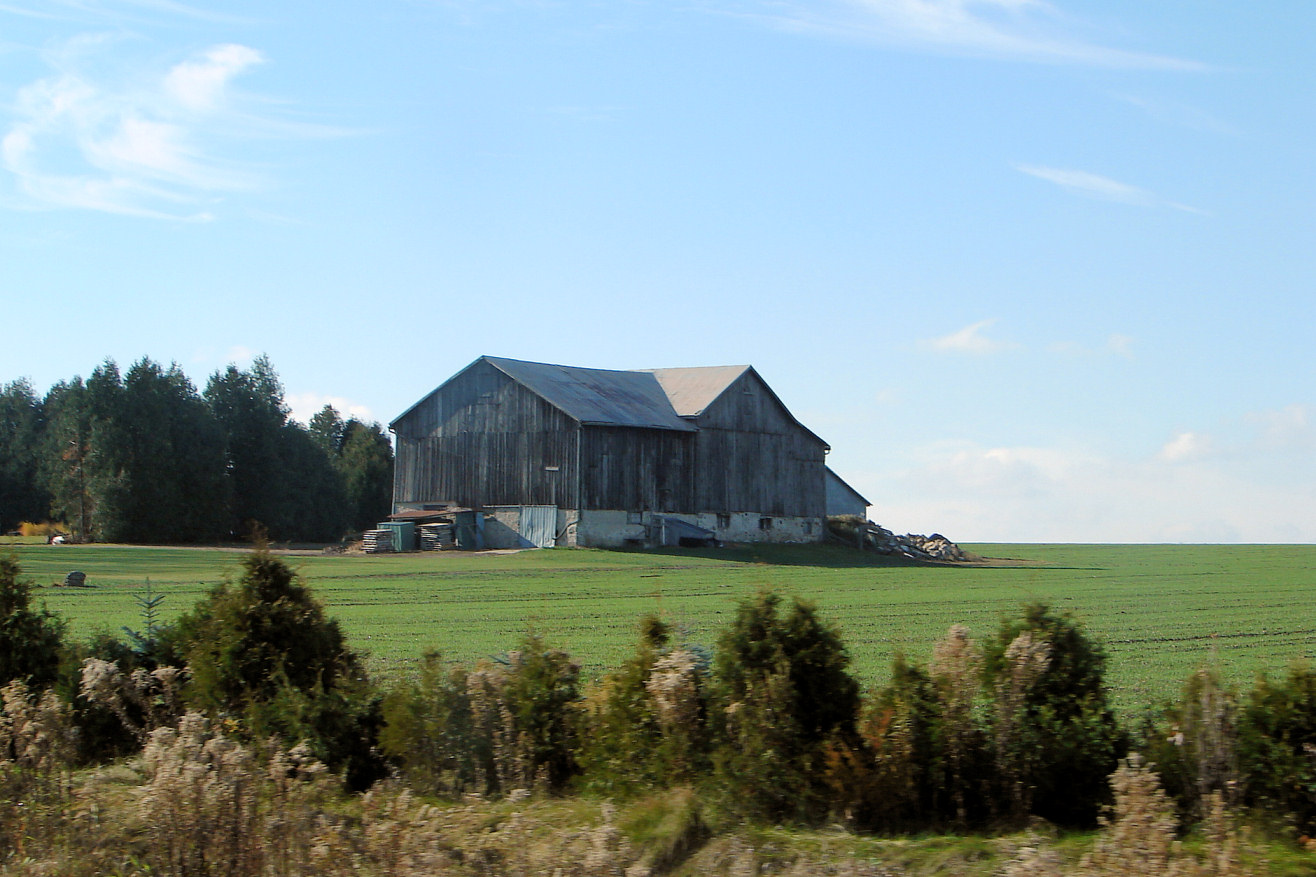